# Мюнхенская городская электричка
Мюнхенская городская электричка (нем. S-Bahn München) — городская железная дорога, основа общественного транспорта в Мюнхене наряду с метрополитеном. Обслуживается компанией DB Regio (Бавария) и координируется компанией «Мюнхенский транспортный и тарифный союз» (нем. MVV).
Система была открыта к летним Олимпийским играм в 1972 году из нескольких до тех пор существующих пригородных железных дорог, которые электрифицировались и связывались туннелем под центром города от главного вокзала до восточного вокзала.
В 2001 году она была выделена как Общество с ограниченной ответственностью в пределах концерна DB, но 1 ноября 2005 года присоединена снова к DB Regio.

## Линии

### Систематика
Сеть имеет семь маршрутов на западе, которые пронумерованы от S1 до S7. В центре города они проходят по общим путям, т. н. основной коридор (нем. Stammstrecke) от Пазинга до Восточного вокзала, и соединяются с пятью восточными маршрутами, вследствие чего получается нумерация на востоке.
Исключением является S8, которая едет на востоке через Исманинг в аэропорт. Вследствие этого на западе выпадает один номер (на данный момент S5).
S20 не проходит через основной туннель. Он пересекает Изар по мосту «Гросхесселоэр Брюке». Двойка в номере осталась со времен внедрения этой линий, так как маршрут на Хольцкирхен через Дайзенхофен относился к линии S2 (вместо нынешней S3).
Дизельная линия, которая ответвлялась от S2 в Дахау и заканчивалася в Альтомюнстере, также относилась к сети городской электрички и обозначалась как «линия А».

### Маршруты линий
| Линия | Маршрут | Длина             | Количество станций | Время в пути    |
| ----- | --- | ----------------- | ------------------ | --------------- |
| S1    | Фрайзинг / Международный аэропорт Мюнхена — Пуллинг/Парк посетителей аэропорта — Нойфарн — Эхинг — Лохоф — Унтершлайсхайм — Обершлайсхайм — Фельдмохинг — Фазанери — Мозах — Лайм — Хиршгартен — Доннерсбергербрюке — Хакербрюке — Главный вокзал — Карлсплац (Штахус) — Мариенплац — Изартор — Розенхаймер Плац — Восточный вокзал — Лейхтенбергинг | 44,7 км / 44,8 км | 20 / 20            | 52 мин / 55 мин |
| S2    | Петерсхаузен — Фиркирхен-Эстерхофен — Рёрмос — Хебертсхаузен-Валпертсхофен — Дахау — Карлсфельд — Аллах — Унтерменцинг — Оберменцинг — Лайм — Хиршгартен — Доннерсбергербрюке — Хакербрюке — Главный вокзал — Карлсплац (Штахус) — Мариенплац — Изартор — Розенхаймер Плац — Восточный вокзал — Лойхтенбергринг — Берг ам Лайм — Рим — Фельдкирхен — Хаймштеттен — Груб — Пойнг — Маркт-Швабен — Оттенхофен — Санкт Коломан — Ауфхаузен — Алтенэрдинг — Эрдинг                                                                                                | 75,2 км           | 32                 | 88 мин          |
| S3    | Маммендорф — Мальхинг — Майзах — Гернлинден — Эстинг — Ольхинг — Грёбенцелль — Лоххаузен — Лангвид — Пазинг — Лайм — Хиршгартен — Доннерсбергербрюке — Хакербрюке — Главный вокзал — Карлсплац (Штахус) — Мариенплац — Изартор — Розенхаймер Плац — Восточный вокзал — Санкт-Мартин-Штрасе — Гизинг — Фазангартен — Фазаненпарк — Унтерхахинг — Тауфкирхен — Фурт — Дайзенхофен — Зауэрлах — Оттерфинг — Хольцкирхен | 66,2 км           | 31                 | 82 мин          |
| S4    | Гельтендорф — Тюркенфельд — Графрат — Шёнгайзинг — Бухенау — Фюрстенфельдбрук — Айхенау — Пуххайм — Аубинг — Лайенфелсштрасе — Пазинг — Лайм — Хиршгартен — Доннерсбергербрюке — Хакербрюке — Главный вокзал — Карлсплац (Штахус) — Мариенплац — Изартор — Розенхаймер Плац — Восточный вокзал — Лойхтенбергринг — Берг ам Лайм — Трудеринг — Гронсдорф — Хар — Фатерштеттен — Балдхам — Цорнединг — Эглхартинг — Кирксеон — Графинг (Вокзал) — Графинг (Город) — Эберсберг                                                                                   | 79,6 км           | 34                 | 95 мин          |
| S6    | Тутцинг — Фельдафинг — Поссенхофен — Штарнберг — Штарнберг (Север) — Гаутинг — Штокдорф — Планег — Грефельфинг — Лоххам — Весткройц — Пазинг — Лайм — Хиршгартен — Доннерсбергербрюке — Хакербрюке — Главный вокзал — Карлсплац (Штахус) — Мариенплац — Изартор — Розенхаймер Плац — Восточный вокзал — (Лойхтенбергринг — Берг ам Лайм — Трудеринг — Гронсдорф — Хар — Фатерштеттен — Балдхам — Цорнединг) | 43,7 км (61,8 км) | 22 (30)            | 53 мин (73 мин) |
| S7    | Вольфратсхаузен — Иккинг — Эбенхаузен-Шэфтларн — Хёеншэфтларн — Байербрунн — Бухенхайн — Хёльригельскройт — Пуллах — Гросхеселое-Изартальбанхоф — Зольн — Сименсверке (Оберзендлинг) — Миттерзендлинг — Харрас — Хаймеранплац — Доннерсбергербрюке — Хакербрюке — Главный вокзал — Карлсплац (Штахус) — Мариенплац — Изартор — Розенхаймер Плац — Восточный вокзал — Санкт-Мартин-Штрасе — Гизинг — Перлах — Нойперлах зюд — Нойбиберг — Оттобрунн — Хоэнбрунн — Вэхтерхоф — Хёэнкирхен-Зигертсбрунн — Дюррнхар — Айинг — Пайс — Гросхелфендорф — Кройцштрасе | 65,4 км           | 36                 | 94 мин          |
| S8    | Хершинг — Зефельд-Хехендорф — Штайнебах — Веслинг — Нойгильхинг — Гильхинг-Аргелсрид — Гайзенбрунн — Гермеринг-Унтерпфаффенхофен — Хартхаус — Фрайхам — Нойаубинг — Весткройц — Пазинг — Лайм — Хиршгартен — Доннерсбергербрюке — Хакербрюке — Главный вокзал — Карлсплац (Штахус) — Мариенплац — Изартор — Розенхаймер Плац — Восточный вокзал — Лойхтенбергринг — Даглфинг — Энглшалкинг — Йоханнескирхен — Унтерфёринг — Исманинг — Халльбергмос — Парк посетителей аэропорта — Международный аэропорт Мюнхена                                             | 75 км             | 32                 | 90 мин          |
| S20   | Пазинг — Хаймеранплац — Миттерзендлинг — Сименсверке — Зольн — Гросхеселое-Изартальбанхоф — Пуллах — Хёльригельскройт | 21,4 км           | 6                  | 20 мин          |
| S27   | Главный вокзал — Доннерсбергербрюке — Хаймеранплац — Харрас — Миттерзендлинг — Сименсверке — Зольн — Дайзенхофен 15 декабря 2013 линия была закрыта | 18,3 км           | 8                  | 19 мин          |
| A     | Альтомюнстер — Клайнбергхофен — Эрдвег — Арнбах — Маркт-Индерсдорф — Нидеррот — Швабхаузен — Бахерн — Дахау (Город) — Дахау (Вокзал) — (Мюнхен (Главный вокзал )) 14 декабря 2014 года линия была закрыта и заменена линией S2. | 29,8 км (47,7 км) | 10 (11)            | 43 мин (58 мин) |

## Станции
Большинство станций Мюнхенской городской электрички наземные, 9 — полностью или частично подземные. Самый длинный перегон расположен между станциями Исманинг и Халльбергмос (9,9 км) на линии S8, самый короткий — между станциями Карсплац (Штахус) и Главный вокзал (479 м) на линии, который расположен на всех линиях электрички, кроме линии S20. Самой дальней конечной станцией от Главного вокзала Мюнхена является станция Гельтендорф на линии S4, расположенная на расстоянии примерно 40 километров, а самой ближней — станция Изартор, расположенная в 1.9 км от вокзала.
↑ Главный вокзал, Карлсплац (Штахус), Мариенплац, Изартор, Розенхаймер Плац, Восточный вокзал (все линии, кроме S20) Унтерфёринг, Исманинг (линия S8), Международный аэропорт Мюнхена (линии S1 и S8)
↑ Фактически, конечной эта станция не является, однако может служить временной конечной в случае неисправностей или аварий на линии

## Подвижной состав
С 2000 по 2004 поезда серии ET 420 постепенно заменялись более современными поездами серии ET 423. На сегодняшний день в Мюнхене используются 238 поездов, состоящие из четырёх вагонов. В основном поезда ходят в сцепке из двух, реже трёх составов, при этом, на линии S1 существует вилочное движение, в Нойфарн поезд расцепляется, и один состав уходит во Фрайзинг, а другой в мюнхенский аэропорт.
На линии А используются 6 дизельных поездов серии VT 628, которая была заменена линией S2.
|              | Тип ET 420                                       | Тип ET 423                           | Тип VT 628                                             |
| ------------ | ------------------------------------------------ | ------------------------------------ | ------------------------------------------------------ |
|              |                                                  |                                      |                                                        |
| Завод        | MAN, WMD, LHB, MBB, O&K, Uerdingen, Waggon-Union | Adtranz, Alstom LHB, ABB, Bombardier | Düwag, Waggon-Union, AEG                               |
| Производство | 1969—1997                                        | с 1998                               | 1992—1995 (этот тип поездов больше не ездит в Мюнхене) |
| Тара         | 139,8 т                                          | 105,0 т                              | 64,0 т                                                 |
| Длина        | 67400 мм                                         | 67400 мм                             | 45400 мм                                               |
| Ширина       | 3080 мм                                          | 3020 мм                              |                                                        |
| Высота       | 3760 мм                                          | 3785 мм                              |                                                        |
| Скорость     | 120 км/ч                                         | 140 км/ч                             | 120 км/ч                                               |
| Ускорение    | 1,0 м/с²                                         | 1,0 м/с²                             |                                                        |
| Замедление   |                                                  |                                      |                                                        |
| Мощность     | 2400 кВт                                         | 2350 кВт                             | 485 кВт                                                |
| Сидячих мест | 194                                              | 192                                  | 132 + 12                                               |
| Стоячих мест | 254                                              | 352                                  |                                                        |

## Стоимость проезда, виды билетов
По состоянию на декабрь 2013 г. действуют следующие виды проездных документов:
- Билет на короткое расстояние (нем. Einzelfahrkarte Kurzstrecke): 4 остановки на автобусе или трамвае или две остановки на метро или электричке стоит 1,30 €.
- Более длинная поездка в одной зоне (нем. Einzelfahrkarte) обойдется 2,60 €. Для детей от 6 до 14 лет на любое расстояние стоит 1,30 €.
- Можно купить за 12,50 € «штрайфенкарте» (нем. Streifenkarte) (блок из 10 билетов-полосок) и компостировать 1 полоску (1,25 €) за одну поездку на короткое расстояние или две полоски (2,50 €) за более длинную поездку в одной зоне. На детей от 6 до 14 лет всегда 1 полоска (1,25 €) на любое расстояние. На пассажиров от 15 лет до 21 года — 1 полоска (1,25 €) для одной зоны.
- Можно купить дневной билет за 6,00 € на одного человека (нем. Single-Tageskarte) или за 11,20 € до 5 человек (нем. Partner-Tageskarte) для «внутренней» зоны (нем. Innenraum); трехдневный билет стоит, соответственно, 15,00 и 25,90 €. Действительны до 6 утра следующего дня.
- Существуют проездные билеты на длительный срок (неделю, месяц или год) для обычных пассажиров и пассажиров, принадлежащих к различным социальным группам (школьники, студенты, пожилые люди и получатели социальной помощи).

Например: Можно купить за 19,60 € недельный билет (нем. Isarcard — Wochenkarte) на одного человека для поездок в пределах 4 колец (нем. Ring) «внутренняя» зона (нем. Innenraum), но этот билет действителен только начиная с понедельника и будет действителен только до следующего понедельника 12 часов дня. Также на этом билете в сопровождении взрослого можно провезти 3 детей в возрасте до 14 лет, кроме с понедельника до пятницы с 6 до 9 утра.

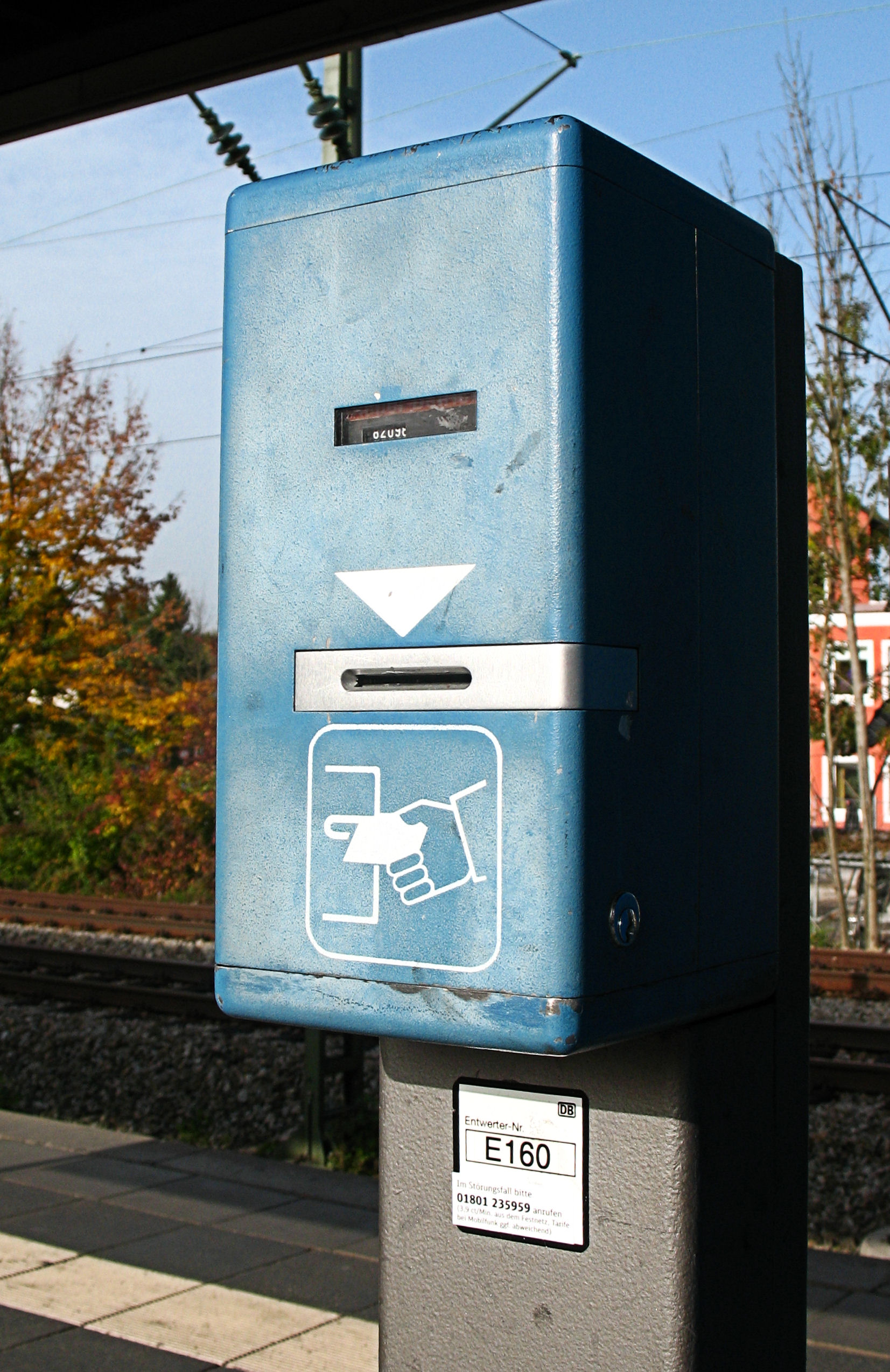
Компостер билетов

Для детей до 6 лет в сопровождении взрослого проезд бесплатный. Билеты действительны для электрички (нем. S-Bahn), метро (нем. U-Bahn), трамваев (нем. Tram) и автобусов (нем. Bus) за исключением региональных (нем. Regional), которые имеют отдельный билет от компании DB (Deutsche Bahn). С помощью специальных аппаратов (на илл.) при входе на станции или в автобусах и трамваях на билетах должно быть проставлено время начала их использования. Штраф за безбилетный проезд (или не прокомпостированный билет) — 60 €.